# Reithrodontomys burti
Reithrodontomys burti là một loài động vật có vú trong họ Cricetidae, bộ Gặm nhấm. Loài này được Benson mô tả năm 1939.